# 意味領域
意味領域(いみりょういき、英: semantic field)は、言語学用語である。単語をその意味によってある方法でグループ化したとき、その一群の語彙を意味領域という。この言葉は人類学や計算機記号論といった別の学問領域でも使われる。

## 定義と用法
Brinton (2000: p.112)で「意味領域」(英:semantic field or semantic domain)の定義を与えている。さらに多義語という言語学的概念と関係付けている:
「意味領域という観念は多義語の概念と関連しているがより大雑把に定義されている。意味領域は一組の関連する語彙によって表されるようなひとまとまりの実在を表す。同じ意味領域に含まれる語彙は共通の意味的要素を持つ。」
直観的記述では、同じ意味領域に属する語は同義語とは限らない。一般的なことを話すのに使う。語の意味は部分的には同じ概念領域に属する別の語との関係に依存する。そういった種類の意味領域は文化によって異なる。人類学者は意味領域を用いて文化集団ごとの信念システムや思考法を研究する。
Andersen (1990: p.327)は「意味領域」理論の伝統的な用法を以下のように証明している:
「伝統的に意味領域は、異なる言語の間で、あるいは同一言語の異なる言明の間で語彙構造を比較するために用いられた。」

## 歴史
意味論における領域理論の起源は1930年代にヨスト・トリアーが導入した語彙領域理論にあるが、ジョン・ライアンズによれば、この語の歴史的起源はヴィルヘルム・フォン・フンボルトとヨハン・ゴットフリート・ヘルダーの思想に求められるという。一方1960年代にスティーヴン・ウルマンは、意味領域は社会の価値観を結晶化・恒久化するものとみなした。1970年代のジョン・ライアンズにとって語は同じ意味領域に属する意味において関連性を持ち、意味領域は彼が語彙領域と呼んだ語彙範疇を単に指すものであった。ライアンズは意味領域と意味ネットワークを厳格に区別した。1980年代にはエヴァ・キッテイがメタファーに関する意味領域理論を発展させた。この取り組みは、意味領域上に存在するものは同じ領域に存在する他のものとそれぞれに関係を持ち、メタファーは他の領域に存在する関係に対してその領域上のものを対応付けることでその領域に存在する関係を秩序付けなおすという働きを持つという理論に基づいていた。1990年代になるとスー・アトキンズとチャールズ・フィルモアが、意味領域理論に取って代わるものとしてフレーム意味論を提唱した。

## 意味変化
与えられた言葉の意味領域は経年変化する— 「意味変化」を参照。例えば、英単語「man」はかつては専ら「人間」を意味したが、今日では主に「大人の男性」を意味する。しかしその意味領域は今でも一般的な「人間」まで広がっている(マンナズを参照)。
意味領域が重なることは、特に翻訳において問題となる。複数の意味を持つ語(多義語と呼ばれる)はしばしば翻訳不可能であり、言外の意味を含ませている場合などは特にそうである。そういった語はしばしば翻訳されないまま残され、借用語となる。その例として騎士道英: chivalryは古フランス語:chevalerieを借用したものである)、「ダルマ」(語源上は「支えるもの」を意味する)、「タブー」などがある。

## 人類学的議論
Ingold (1996: p.127)に述べられているように、意味領域理論は人類学的議論にも伝えられた:
「もちろん記号学(英:Semiology)は意味論(英:semantics)と同じではない。ある社会の全体が関係によって保たれた意味から成るように記号は互いの関係の中で意味を持つという理論に基づくのが記号学である。しかし意味領域は互いの対立的関係の上には成り立たないし、それらは互いの区別をこういった方法でつけるのでもないし、しっかりと境界づけられているということも全くない。むしろ、意味領域は互いに流れ込みあい続けている。宗教の領域を定義づけることは可能であろうが、それはすぐにエスニック・アイデンティティの領域となり、さらに政治や個人の領域となり、といったように続いていくだろう。意味領域を定式化するまさにその行為において、人々は自分が締め出したものと内に入れたものとに自覚的になる囲い込みという行為に携わっているのである。」